# Gingee
Gingee (marathi: जिंजी, tamil: செஞ்சி) är en ort i Indien.   Den ligger i distriktet Villupuram och delstaten Tamil Nadu, i den södra delen av landet, 1 800 km söder om huvudstaden New Delhi. Gingee ligger 88 meter över havet och antalet invånare är 21 530.
Terrängen runt Gingee är huvudsakligen platt, men åt sydväst är den kuperad. Terrängen runt Gingee sluttar österut. Runt Gingee är det tätbefolkat, med 369 invånare per kvadratkilometer. Gingee är det största samhället i trakten. Omgivningarna runt Gingee är en mosaik av jordbruksmark och naturlig växtlighet.